# Bourreria sonorae
Bourreria sonorae är en strävbladig växtart som beskrevs av S. Wats. Bourreria sonorae ingår i släktet Bourreria och familjen strävbladiga växter. Inga underarter finns listade i Catalogue of Life.